# Улица Тоомпеа
Улица То́омпеа (эст. Toompea tänav) — улица в историческом районе Старый город Таллина, Эстония.

## География
Идёт с Вышгорода от площади Лосси до бульвара Каарли. Протяжённость — 405 метров.

## История
Название улицы дано по названию холма (эст. Toompea), на который она ведёт. Буквальный перевод с эстонского — «голова Тоома».
Названия улицы в письменных источниках разных лет:
- 1865 год — нем. Die Dom-Brücke;
- 1876 год — нем. Die Langebrücke;
- 1879 год — нем. Der alte Domweg;
- 1890 год — Большой Вышгородскій спускъ, нем. Alter Domweg;
- 1907, 1942 годы — нем. Karlstraße;
- 1908, 1938, 1948 годы — эст. Kaarli tn (улица Каарли);
- 1941 год — эст. Nõukogude tn (с эст. — Советская улица).

С 13 июля 1948 года улица носит название улица Тоомпеа.

## Застройка и учреждения

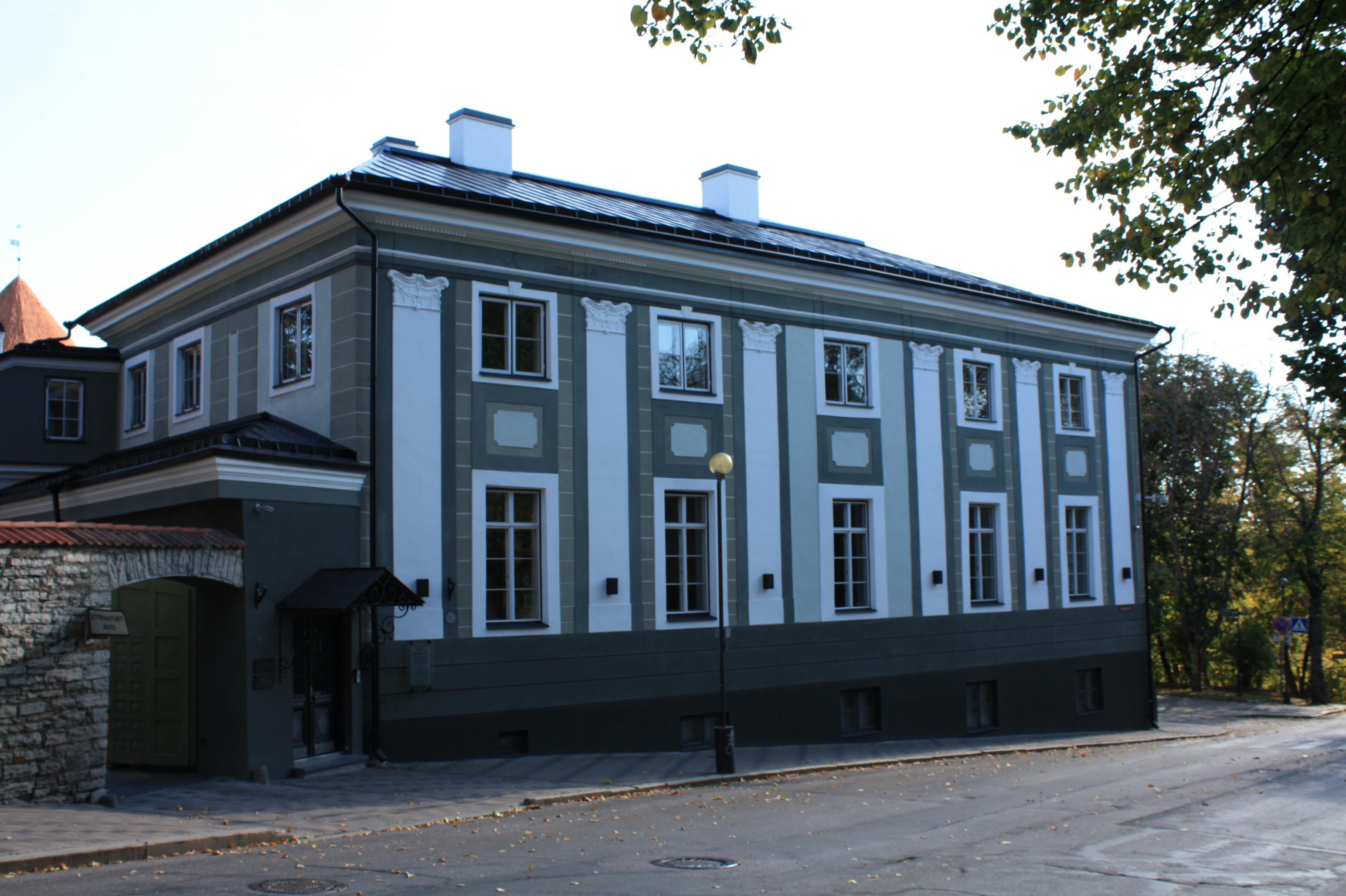
Дом коменданта

- дом 1 — Дом коменданта Ревельской крепости;
- дом 3 — Эстонская церковь христиан пятидесятников[3];
- дом 8 — офис организации «Кайтселийт»[4] и Общество эстонского флага[5] (эст. Eesti Lupu Selts);
- дом 8b — Музей оккупаций и свободы Vabamu[6];
- дом 10 — церковь Каарли[7].

## Парки
К улице примыкает парк Хирве. Недалеко от улицы расположены Комендантский сад, Губернаторский сад, Сад датского короля и парк Линдамяги.